# Tropidomantinae
Tropidomantinae es una subfamilia perteneciente a la familia Iridopterygidae. 

## Géneros
Chloromantis - Enicophlebia - Hyalomantis - Ichromantis - Kongobatha - Melomantis - Miromantis - Negromantis - Neomantis - Oxymantis - Platycalymma - Tropidomantis - Xanthomantis